# Ueda Sōko-ryū

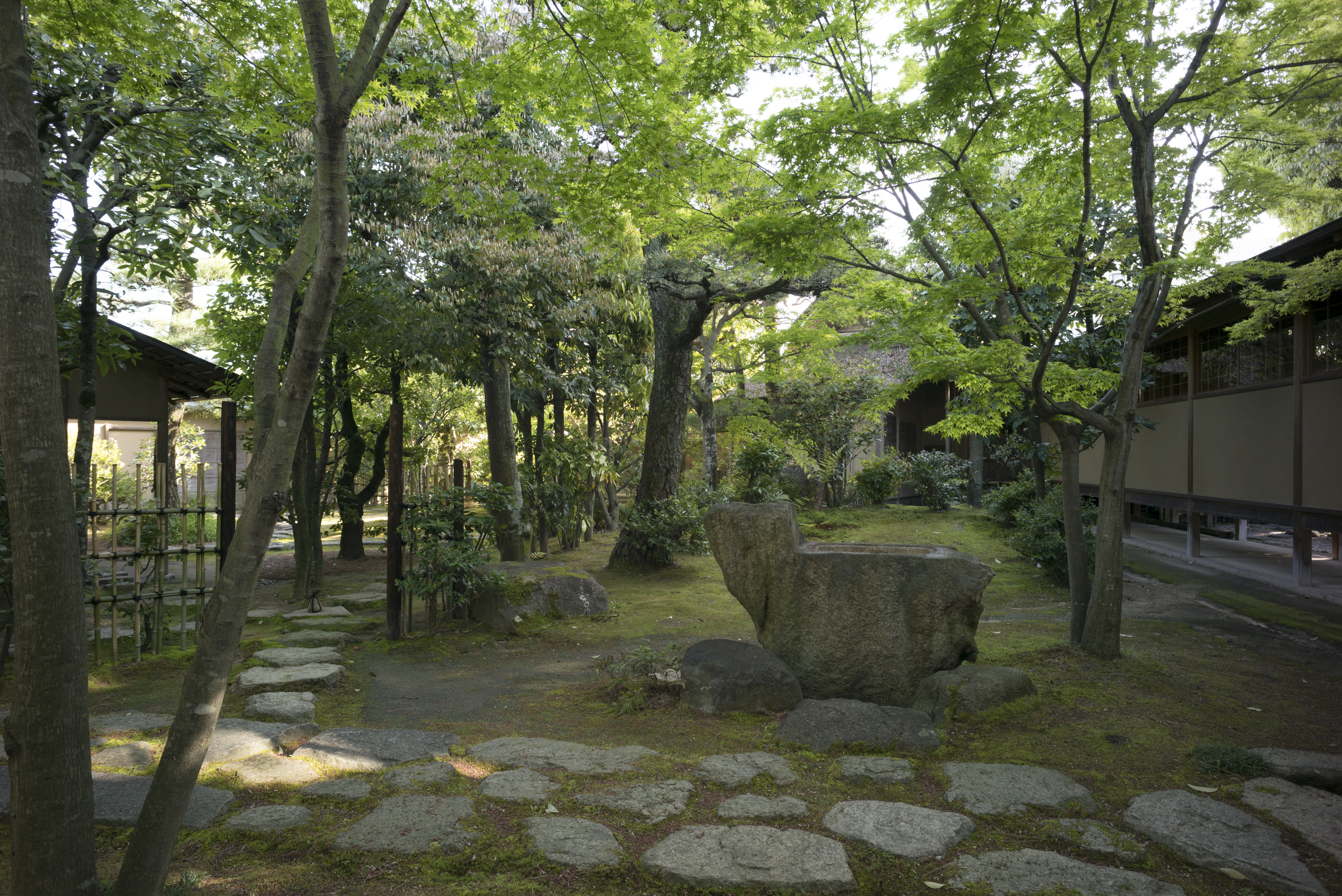
Jardín interior (uchi-roji) en Wafūdō, sede de la escuela (2015)

Ueda Sōko-ryū (上田宗箇流) comúnmente llamada Ueda Sōko-ryū o Ueda Ryū (ryū 'significa “escuela”, o tradición, en japonés), es una escuela de la ceremonia del té japonesa. Sus orígenes se remontan al siglo XVI, época de los samuráis, y su fundador, Ueda Soko (1563-1650), fue un importante Señor de la Guerra durante la Era Sengoku, período de guerra de las provincias en Japón. Más de 400 años después, la práctica de Ueda-ryū continúa reflejando las costumbres, los valores y la etiqueta de los samurái.

## Ueda Sōko

“Kuginuki-mon", emblema de familia Ueda, representa una herramienta para sacar clavos utilizada en la construcción de templos

Ueda Sōko era un miembro de la clase guerrera. Después de servir como paje de Niwa Nagahide (1535-1585), jefe militar al servicio al servicio del clan Oda, fue elegido por Toyotomi Hideyoshi para servirle como ayudante y daimyō. Antes de crear su propio estilo de chanoyu, altamente influenciado por los valores y las costumbres de los samuráis de la época Sengoku, Ueda aprendió de Sen no Rikyu y Furuta Oribe. Desde entonces, la escuela Ueda Sōko perpetuado la tradición durante 16 generaciones, mediante el sistema de iemoto -en 2019, el actual iemoto es Ueda Sōkei.
Ueda Sōko es también famoso por ser uno de los principales diseñadores de jardines del período Momoyama (1568-1603). Concibió y construyó jardines clasificados en Japón como sitios de gran belleza. Entre ellos se encuentran los jardines de Shukkei-en (en la prefectura de Hiroshima), Senshūkaku-teien, en el castillo de Tokushima (prefectura de Tokushima), Ninomaru-teien, en el Castillo de Nagoya (prefectura de Nagoya) y los jardines Nishinomaru-teien y Kokuwadera-teien del castillo de Wakayama.
El clan Toyotomi se disolvió en 1619, unos años después del Sitio de Osaka (1614-1615), y Ueda se trasladó a Hiroshima para servir a su señor Asano Nagaakira, quien había sido nombrado daimyō del Dominio de Geishū (actual Hiroshima). Ueda se convirtió en el principal administrador doméstico del dominio en nombre de Asano. A cambio, recibió un feudo en el oeste de Hiroshima que produjo 17000 koku de arroz (aproximadamente 2788 toneladas). La familia continuó de ejercer la función de administrador principal del Dominio de Geishū así como la administración de sus propias tierras hasta la restauración Meiji. El chanoyu de Sōko se transmitió de generación en generación y su práctica sigue viva al día de hoy.

## Historia
En 1619, quinto año de la era Ganwa, Asano Nagaakira fue nombrado daimyō del Dominio de Geishū, convirtiéndose en Señor de la provincia de Aki y de la mitad de la provincia de Bingo (prácticamente la Prefectura de Hiroshima). Sus tierras tenían un rendimiento de 426.500 koku de arroz. Una vez que Sōko fue designado como administrador, nombró a su vez como siervos a Nomura Kyūmu y Nakamura Mototomo, a quienes entregó a cada uno un feudo de 100 koku de arroz. Transmitió a Kyūmu y Mototomo y a sus familias respectivas, los Nomura y los Nakamura, su estilo particular de chanoyu. Desde entonces, adquirieron el título de chaji azukari o “guardianes de las enseñanzas del chanoyu”. Bajo su dirección, las dos familias enseñaron y llevaron a cabo distintas ceremonias en nombre de las familias Asano y Ueda.
A mediados del período Edo, el número de practicantes de chanoyu aumentó considerablemente. En ese período se desarrolla el sistema de iemoto (iemoto seido) a través de las tres tradiciones de chanoyu de la familia Sen y más tarde, en las eras Bunka y Busei el sistema de transmisión, sōden, también instaurado por los Sen y que permitía la transmisión de conocimientos de manera sistemática de generación en generación. La escuela de chanoyu de Ueda comenzó a difundirse por fuera de la clase Samurái de Geishū, pasando a ser practicada por gente común y habitantes de las regiones de Kansai y Chu-Shikoku, lo que necesitaba formalizar más el enseñamiento de la escuela. Los co-maestros de la tradición Ueda Nomura Sōkyū, Nomura Yokyū y Nakamura Taishin establecieron nuevos criterios de transmisión sōden en 1839 (décimo año de la era Tenbō), lo que permitió la sistematización de la transmisión del estilo Ueda-Ryū de una generación a otra. El sistema dictaba que el grado más alto, el de Shin Daisu, se mantendría en la familia Ueda y que los otros podrían ser otorgadas por el chaji azukari. Una nota del Sōko sama o-kikigaki (“Notas de Sōko”), según la cual “Sōko recibió una licencia de Oribe”, demuestra que la tradición de Ueda Sōko fue ampliamente influenciada por Furuta Oribe, probando aún más la relación.
El sistema feudal japonés fue disuelto con la restauración Meiji y los Maestros de Té que servían a los daimyōs perdieron sus empleos. El duodécimo maestro, Ueda Yasuatsu, fue Iemoto de la escuela Ueda durante los últimos años del shogunato Tokugawa y el inicio de la era Meiji. En 1870, tercer año de la era Meiji, se retiró de los asuntos mundanos convirtiéndose en monje budista y, adoptando el nombre de Jōō, se consagra al chanoyu hasta el año de su muerte, 1888 (vigésimo primer año de Meiji), teniendo así una vida similar a la de Ueda Sōko. Jōō siguió empleando a Nakamura Kaidō y Nomura Ensai como sus chaji azukari durante toda la era Meiji y ambas familias continuaron ocupando ese rol hasta el año 1955 (trigésimo año de Showa). La escuela de chanoyu de Ueda Sōko es representativa de las escuelas de té de la clase samurái, bukesadō o Té de Samurái, que aparecieron durante el período Momoyama (1568-1598) en Japón, representativa de la clase samurái de la época. Los señores feudales de esa era vivían bajo una amenaza constante de muerte. En consecuencia, el estilo de té que practicaban buscaba encarecidamente la quietud mental. Ese sigue siendo el objetivo de la tradición de Ueda al día de hoy, una práctica para descubrir el yo verdadero por medio del camino del té.

## Características de la escuela
La tradición de chanoyu de Ueda Sōko es:
- Una escuela de té de la clase guerrera que continúa viva desde el período Momoyama (1573-1603).
- Una escuela en la que se puede ver una estética particular que combina la influencia de (a) la belleza de la tranquilidad de Rikyū, una belleza que emerge de movimientos sutiles en un mundo de quietud y sombras y (b) la belleza de la liberación de Oribe, una atmósfera de emancipación que emerge de un mundo de luz, espacio y formas sin restricciones. Ueda Sōko combinó las enseñanzas de sus dos maestros para crear una estética digna y elegante llamada “utsukushiki”.
- La única escuela que ha restaurado la sede central a la arquitectura típica de una residencia samurái del período Edo, incluyendo sala de recepción de estilo shoin y complejo de salas de té, llamado wafūdō. La escuela también posee herramientas históricas, obras de arte y textos antiguos de gran valor para la historia del chanoyu.
- Un estilo donde los movimientos característicos de la ceremonia del té (temae) están compuestos por líneas rectas y la eliminación de lo innecesario. La escuela enfatiza el equilibrio yin/yang del practicante, lo que se traduce generalmente en una estética más fuerte para los hombres y más suave para las mujeres (conforme a la cultura samurái del período Momoyama).

Esto implica que:
- Los procedimientos de preparación (temae) son diferentes para hombres y mujeres.
- La manera de hacer reverencias también difiere dependiendo del sexo.
- El paño de seda utilizado para purificar (fukusa) se lleva en el lado derecho del obi o cinturón del kimono. La katana o espada del samurái va en el lado izquierdo, por lo que este espacio debe quedar libre, por respeto a la katana y en caso de que el samurái debiera interrumpir la ceremonia de manera abrupta, ajustar su katana e dirigirse a una batalla.
- El modo en que se utiliza la cucharón de bambú (hishaku) y el paño de seda (fukusa) son distintivos. Por ejemplo, los hombres utilizan el hishaku como si fueran cabalgando en un caballo y desenvainaran la espada y vierten el agua como si dispararan la flecha de un arco.
- Los movimientos durante la ceremonia (temae) están compuestos por líneas rectas y fluyen con la respiración. Llevar a cabo la ceremonia en armonía con la respiración rejuvenece el espíritu. Se pone énfasis en la exhalación y la emanación de energía tomando consciencia del movimiento que va de adentro hacia afuera.

### Wabi-cha y el Té de Samurái
Wabi-cha es un estilo de chanoyu, desarrollado en el período Momoyama, que otorga prioridad al té practicado en salas koma (de cuatro tatamis y medio o menos), con utensilios rústicos y una atmósfera más sombría, todo ello como expresión del concepto estético de wabi. La escuela Ueda Ryū, además de valorar y poner el foco en el wabi-cha y la estética wabi, representa también una tradición única y culturalmente exquisita, conocida como buke-cha, ‘té de samurái, nacida en el mismo período en el seno de la clase samurái. Al tener su origen en la clase guerrera del período Momoyama (1568–1598), en que los guerreros vivían vidas implacables bajo la amenaza constante de la muerte, el estilo de té de la clase samurái se caracteriza por la búsqueda de la quietud mental y la fortaleza espiritual.

### Los temae de la tradición Ueda Sōko
A menudo se considera que los temae de la escuela son elegantes y bellos. Esto se debe, en principio, a que las acciones se llevan a cabo en líneas rectas, eliminando todos los movimientos innecesarios y con una actitud pura y solemne. 
Segundo, acciones como la purificación del batidor de bambú (chasendōji), la rotación del chawan o el batido del té, se ejecutan en sincronización con la respiración, siguiendo el movimiento de adentro hacia afuera. Con la práctica, los temae pueden llegar a realizarse de manera completa en armonía total con la respiración.

### Los utensilios y el cuerpo
Uno de los objetivos de la tradición es que los utensilios y el cuerpo se vuelvan uno. El practicante no debe encorvarse ni mover únicamente los brazos al manejar los objetos, sino que ejecuta las acciones desde el eje mismo del cuerpo. Los utensilios se manejan a la altura del ombligo, a unos 3 centímetros de las rodillas, con una postura estable y serena y manteniendo el espacio de un huevo bajo las axilas. Se los sostiene firmemente con el pulgar y el dedo del medio (el índice a lo sumo acompaña) y se los devuelve a su lugar moviendo todo el cuerpo de manera conjunta. Los ojos también siguen únicamente al utensilio que se esté utilizando en el momento. Cuando se sincronizan utensilios, torso, brazos, ojos y respiración, se logra la armonía.

## Furuta Oribe, el maestro de Ueda Sōko
Furuta Oribe 古田 織部 (circa 1544 – 6 de julio de 1615) es el maestro de té más famoso de la historia después de Sen Rikyū, su propio maestro. Mientras este era un comerciante, Oribe era un samurái quien desarrolló un estilo de té más adecuado a los valores culturales de la clase guerrera llamado buke-cha (té de samurái). Antes de obtener el título de daimyo, Oribe sirvió como samurái a Oda Nobunaga, Toyotomi Hideyoshi y al clan Tokugawa.  
Tras la muerte de Rikyū Oribe se convirtió en el maestro de té más importante de Japón y enseñó el arte del chanoyu al segundo shōgun Tokugawa, Hidetada. Entre sus alumnos más notables se encuentran Kobori Enshū, Honami Kōetsu y Ueda Sōko. El estilo de cerámica que lleva su nombre y que representa de manera fiel su estética sigue siendo popular al día de hoy. También diseñó un tipo de linterna de piedra (tōrō) para el roji (jardín de té) también conocido como Oribe-dōrō.
Oribe fue acusado de traición al clan Tokugawa por sus acciones durante el sitio de Osaka (1615) y se le ordenó que se suicidase de manera ritual (seppuku) junto a su hijo. Siendo la familia de Oribe exterminada después de ello, su legado continuó con Ueda Sōko, quien fue su alumno durante 24 años. Después del sitio de Osaka, Sōko se exilió durante tres años en la actual región de Shikoku y luego se trasladó al feudo de Hiroshima, invitado por el clan Asano para oficiar como siervo principal y maestro de té. Una vez que se instaló en Hiroshima empezó a desarrollar su propio estilo, el cual fue en gran parte influenciado por su maestro.   

## Genealogía de Ueda Sōko-ryū
La familia Ueda, que toma su nombre de la ciudad de Ueda en Shinano (en la actual prefectura de Nagano) y tomó ese apellido cuando integró el clan samurái Ogasawara, descendiente a su vez de la rama Seiwa Genji. El linaje es: Seiwa Genji, ancestros de Minamoto no Yoshimitsu (también llamado Shinra Saburō Yoshimitsu), clanes Takeda, Ogasawara y Ueda. 
El abuelo y padre de Ueda Sōko (respectivamente Shigeshi y Shigemoto) sirvieron bajo Niwa Nagahide durante las turbulentas eras Genki (1570–1573) y Tenshō (1573–1592) y adquirieron fama militar. En 1619 (año 5 de la era Genwa), cuando Ueda Sōko llegó a Hiroshima para servir a asano Nagaakira. En ese entonces tenía dos hijos: Shigehide y Shigemasa. Su hijo mayor, Shigeshide, fue llamado para residir en el Castillo de Edo, convirtiéndose así en rehén del shogunato Tokugawa. Sōko era un hatamoto (samurái al servicio directo del shogunato Tokugawa) que poseía 5 mil koku de tierras. En 1632 (año 9 de la Era Kanei) y con su hijo mayor tomado como rehén, fue el hijo menor, Shigemasa, quien se convirtió en el sucesor de Sōko. Los descendientes de Shigemasa poseían un feudo de 17 mil koku y fueron los primeros siervos del feudo de Hiroshima. El actual líder y décimo sexto descendiente de la familia es Ueda Sōkei.

## Genealogía resumida de la familia Ueda
1. Ueda Mondonokami Shigeyasu (Sōko) 上田主水正重安(宗箇) 1563@–1650
2. Ueda Bizennokami Shigemasa 上田備前守重政 1607@–1650
3. Ueda Mondonosuke Shigetsugu 上田主水助重次 1638@–1689
4. Ueda Mondo Shigenobu (Sawamizu) 上田主水重羽(沢水) 1662@–1724
5. Ueda Mondo Yoshiyuki 上田主水義行 1694@–1725
6. Ueda Mondo Yoshiyori 上田主水義従 1715@–1736
7. Ueda Mondo Yoshinobu 上田主水義敷 1702@–1743
8. Ueda Minbu Yoshitaka 上田民部義珍 ?-1755
9. Ueda Mondo Yasutora 上田主水安虎 ?-1802
10. Ueda Mondo Yasutsugu 上田主水安世(慎斎) 1777@–1820
11. Ueda Mondo Yasutoki (Shōtō) 上田主水安節(松涛) 1807@–1856
12. Ueda Mondo Yasuatsu (Jyōō) 上田主水安敦(譲翁) 1820@–1888
13. Ueda Shōgoi Danshaku Yasukyo 上田正五位男爵　安靖 1849@–1907
14. Ueda Shōsani Danshaku Muneo (Sōō) 上田正三位男爵　宗雄(宗翁) 1883@–1961
15. Ueda Shōgoi Motoshige (Sōgen) 上田正五位元重(宗源)?-1994
16. Ueda Sōkei 上田宗冏 1945-